# 阿部百江
阿部 百江（あべ ももえ）は、日本経済新聞記者。

## 人物・来歴
- 1996年3月東京学芸大学教育学部附属高等学校を経て、1999年3月慶應義塾大学商学部卒業。
- 高校時代は陸上部マネージャー、大学時代は体育会ヨット部マネージャー。
- 1999年、日本経済新聞社に入社。産業部、ネット編集部を担当。
- 2006年1月、テレビ東京報道局に出向。

## テレビ出演
- 2006年4月から2007年6月まで株式情報番組「NEWS MARKET 11」・「Closing Bell」（テレビ東京系）で東証アローズからの中継を担当した。
- 2007年7月から 2009年9月25日までワールドビジネスサテライト（テレビ東京系）マーケットキャスターを担当。

## 特徴
- 趣味は食べること[1]。
- 好きな本はワイルドスワン、漫画ベルサイユのばら[1]。